# Manuel Velasco Suárez
Manuel Velasco Suárez (San Cristóbal de las Casas, Chiapas, 28 de dezembro de 1914 - Cidade do México, 2 de dezembro de 2001) foi um neurologista, neurocirurgião e político mexicano, originário do estado de Chiapas. É avó do atual governador de Chiapas, Manuel Velasco Coello.

## Estudos
Manuel Velasco Suárez realizou seus estudos de primaria e secundária em Chiapas e posteriormente se mudou  a Cidade do México, onde cursou a preparatória ao curso de Medicina na Universidade Nacional Autônoma do México. Ao terminar sua carreira se mudou a para Universidade de Harvard e posteriormente a Washington, D.C. onde completou sua especialização como neurocirurgião. Depois de estar a lo largo de sua vida levou a cabo estudos de antropologia, sociologia, cirurgia, traumatologia, higiene e medicina legal.

## Carreira profissional
Se desempenhou duramente mais de 50 anos como catedrático da Faculdade de Medicina da UNAM, obtendo em 1989 a Medalha de Mérito Acadêmico e o título de Professor Emérito. No setor público, Velasco Suárez desempenhou vários cargos, entre os que estão na Direção Geral de Neurologia, Saúde Mental e Reabilitação de la Secretaria de Saúde de 1958 a 1964, Secretário Executivo do Conselho de Salubridade Geral de 1988 a 1994 e desde 2000 do Conselho Nacional de Bioética. Sua obra mais recordada é a fundação em 1952 do Instituto Nacional de Neurologia e Neurocirurgia que dirigiu de 1964 a 1970, e que a partir de 21 de agosto de 1989 recebeu seu nome.

## Carreira política
Manuel Velasco Suárez foi governador do estado de Chiapas de 1970 á 1976, destacando-se por sua obra educativa que levou a fundação da Universidade Autônoma de Chiapas, a Escola de Medicina do estado e ao Centro de Investigações Ecológicas do Sudeste. 

## Prêmios e reconhecimentos acadêmicos
- Doutor Honoris Causa pela Universidade Autônoma de Chiapas
- Doutor Honoris Causa pela Universidade Autônoma de Nuevo León
- Doutor Honoris Causa pela Universidade Autônoma de Morelos
- Doutor Honoris Causa pela Universidade Anahuac
- Doutor Honoris Causa pela Universidade Thomas Jefferson de Filadélfia
- Prêmio Chiapas em Ciências 1987
- Prêmio ao Talento e ao Saber do Instituto Mexicano de Cultura
- Prêmio Eduardo Liceaga
- Diploma Dr. Clemente Robles Castillo

## Condecorações internacionais
- Ordem Ricardo Moreno Cañas Costa Rica
- Ordem Hipólito Unanue Peru
- Grã-Cruz da Ordem de Vasco Nuñez de Balboa Panamá
- Ordem Francisco de Miranda Venezuela
- Ordem Estrela Vermelha Jugoslávia
- Grande Oficial da Ordem de Mérito da República Italiana Itália

## Artigos relacionados
- Governadores de Chiapas
- Chiapas